# エドワード・スモール
エドワード・スモール（Edward Small、1891年2月1日 - 1977年1月25日）は、アメリカ合衆国の映画プロデューサー、プレゼンター、タレント・エージェント、実業家である。

## 人物・来歴
ニューヨーク市ブルックリン生まれ。
1906年、15歳のときにニューヨークで「エドワード・スモール・エージェンシー」としてタレント・エージェントを開業。1917年、26歳でカリフォルニア州ロサンゼルスに移転、ハリウッド映画界に進出する。
1924年、33歳のときに初めて映画をプロデュースして以来、映画プロデューサーが本業となる。1926年、映画のプレゼンター（現在ではエグゼクティブプロデューサーと呼ばれる職能）としてクレジットされる。1929年、エドワード・スモール・プロダクションズを設立、第1作はアール・C・ケントン監督、イヴ・アーデン(Eve Arden)デビュー作でトーキー映画の『愛の歌』、配給はコロンビア ピクチャーズ。
1932年、41歳でユナイテッド・アーティスツの元上席執行役員だったジョセフ・M・シェンクらとリライアンス・ピクチャーズを設立する。エドワード・スモール・プロダクションズ名義でユナイテッド・アーティスツに作品を供給。
1936年、45歳でRKOのプロデューサーに就任し1937年まで務める。
1940年代、50歳代を迎えた第二次世界大戦中にアラン・ドワンやゴードン・ダグラスの監督作品を量産、戦後の1950年代にはフィル・カールソンやレイ・ナザロの監督作品を次々と世に出す。この時期に『仲の良い敵同志』、『ゲッティング・ガーティズ・ガーター』、『百万長者ブリュースター』といったサイレント映画時代のヒット作のリメイクを多く手がけた。当時のヨーロッパでの代理人は、のちに映画プロデューサー・映画監督となるラウール・レヴィ。
1952年、テレヴィジョン・プログラムズ・オヴ・アメリカの設立に参加してテレビ映画の製作にも関わり、その功績によってハリウッド・ウォーク・オブ・フェームに名を残す（1501 Vine Street）。
1970年、79歳。世界初の性別適合手術を受けたクリスティーン・ジョーゲンセンの伝記映画『華麗なる変身』をアーヴィング・ラパー監督でプロデュースし、これを最後に映画界から引退する。
1977年1月25日、カリフォルニア州ロサンゼルスで癌により死去。満85歳没。
ジャン＝リュック・ゴダールは『カルメンという名の女』（1983年）の末尾に「スモール・ムーヴィーズを悼んで」（In Memoriam Small Movies）と記している。「スモール・ムーヴィーズ」とは、インディペンデントでアラン・ドワンらのB級映画を量産したエドワード・スモールの映画群を指す。

## おもなフィルモグラフィ

### 1920年代
- 『スポーツの恋人』 The Sporting Lover : 監督アラン・ヘイル、1926年 - プレゼンター
- 『喧嘩友達』 McFadden's Flats : 監督リチャード・ウォーレス、1927年 - プロデューサー
- 『愛の歌』 Song of Love : 監督アール・C・ケントン、1929年 - プロデューサー

### 1930年代
- 『エスキモー』 Igloo : 監督ユーイング・スコット、1932年 - 美術
- 『霧笛の波止場』 I Cover the Waterfront : 監督ジェームズ・クルーズ、1933年 - プロデューサー
- 『頓馬パルーカ』 Palooka : 監督ベンジャミン・ストロフ、1934年 - プロデューサー
- 『巌窟王』 The Count of Monte Cristo : 監督ローランド・V・リー、1934年 - プロデュース統括・プロデューサー
- 『薔薇色遊覧船』 Transatlantic Merry-Go-Round : 監督ベンジャミン・ストロフ、1934年 - プロデューサー
- 『ギャング撲滅』 Let 'em Have It : 監督サム・ウッド、1935年 - プロデューサー
- 『娘無軌道旅行』 Red Salute : 監督シドニー・ランフィールド、1935年 - プロデューサー
- 『忘れじの歌』 The Melody Lingers On : 監督デイヴィッド・バートン、1935年 - プロデューサー
- 『花嫁の家出』 The Bride Walks Out : 監督レイ・ジェイスン、1936年 - プロデューサー
- 『モヒカン族の最後』 The Last of the Mohicans : 監督ジョージ・B・サイツ、1936年 - プロデューサー
- 『死を待つ男』 We Who Are About to Die : 監督クリスティ・キャバンヌ、1937年 - プロデューサー
- 『海の巨人』 Sea Devils : 監督ベンジャミン・ストロフ、1937年 - プロデューサー
- 『新人豪華版』 New Faces of 1937 : 監督レイ・ジェイスン、1937年 - プロデューサー
- 『スタアと殺人鬼』 Super-Sleuth : 監督ベンジャミン・ストロフ、1937年 - プロデューサー
- 『富豪一代』 The Toast of New York : 監督ローランド・V・リー、1937年 - プロデューサー
- 『ウェスト・ポイントの公爵』 The Duke of West Point : 監督アルフレッド・E・グリーン、1938年 - プロデューサー
- 『芝の王者』 King of the Turf : 監督アルフレッド・E・グリーン、1939年 - プロデューサー
- 『鉄仮面』 The Man in the Iron Mask : 監督ジェームズ・ホエール、1939年 - プレゼンター・プロデューサー

### 1940年代
- 『息子よ息子』 My Son, My Son! : 監督チャールズ・ヴィダー、1940年 - プレゼンター・プロデューサー
- 『パゴパゴの南』 South of Pago Pago : 監督アルフレッド・E・グリーン、1940年 - プロデューサー
- 『荒野の勇者/キット・カーソン』 Kit Carson : 監督ジョージ・B・サイツ、1940年 - プロデューサー
- 『モンテクリストの息子』 The Son of Monte Cristo : 監督ローランド・V・リー、1940年 - エグゼクティヴプロデューサー
- 『国際淑女』 International Lady : 監督ティム・ウィーラン、1941年 - プロデューサー
- 『コルシカの兄弟』 The Corsican Brothers : 監督グレゴリー・ラトフ、1941年 - プロデューサー
- 『暗闇紳士』 A Gentleman After Dark : 監督エドウィン・L・マリン、1942年 - プロデューサー
- 『ツイン・ベッド』 Twin Beds : 監督ティム・ウィーラン、1942年 - プロデューサー
- 『シャーリー・テンプルの夢みるお年頃』 Miss Annie Rooney : 監督エドウィン・L・マリン、1942年 - プロデューサー
- 『仲の良い敵同志』 Friendly Enemies : 監督アラン・ドワン、1942年 - プロデューサー
- 『アップ・イン・マベルズ・ルーム』 Up in Mabel's Room : 監督アラン・ドワン、1944年 - プロデューサー
- 『アブロード・ウィズ・トゥ・ヤンクス』 Abroad with Two Yanks : 監督アラン・ドワン、1944年 - プロデューサー
- 『ゲッティング・ガーティズ・ガーター』 Getting Gertie's Garter : 監督アラン・ドワン、1945年 - プロデューサー
- 『百万長者ブリュースター』 Brewster's Millions : 監督アラン・ドワン、1945年 - プロデューサー
- 『誘惑』 Temptation : 監督アーヴィング・ピシェル、1946年 - プロデューサー
- 『新モンテ・クリスト』 The Return of Monte Cristo : 監督ヘンリー・レヴィン、1946年 - エグゼクティヴプロデューサー
- 『税務調査官』 T-Men : 監督アンソニー・マン、1947年 - プレゼンター
- 『黒い矢』 The Black Arrow : 監督ゴードン・ダグラス、1948年 - プロデューサー
- 『スケルトンの就職騒動』 The Fuller Brush Man : 監督S・シルヴァン・サイモン、1948年 - エグゼクティヴプロデューサー
- 『ひどい仕打ち』 Raw Deal : 監督アンソニー・マン、1948年 - プレゼンター・プロデューサー
- 『ねじれた道』 Walk a Crooked Mile : 監督ゴードン・ダグラス、1948年 - プロデューサー
- 『黒魔術』 Black Magic : 監督グレゴリー・ラトフ、1949年 - エグゼクティヴプロデューサー

### 1950年代
- 『デイヴィ・クロケット、インディアン・スカウト』 Davy Crockett, Indian Scout : 監督ルー・ランダース、1950年 - プロデューサー
- 『イロコイ・トレイル』 The Iroquois Trail : 監督フィル・カールソン、1950年 - エグゼクティヴプロデューサー
- 『ヴァレンチノ』 Valentino : 監督ルイス・アレン（英語版）、1951年 - プロデューサー
- 『激情の断崖』 Lorna Doone : 監督フィル・カールソン、1951年 - プロデューサー
- 『テキサス・レンジャーズ』 The Texas Rangers : 監督フィル・カールソン、1951年 - エグゼクティヴプロデューサー
- 『インディアンの反乱』 Indian Uprising : 監督レイ・ナザロ、1952年 - エグゼクティヴプロデューサー
- 『スキャンダル・ストリート』 Scandal Sheet : 監督フィル・カールソン、1952年 - プロデューサー
- 『山賊』 The Brigand : 監督フィル・カールソン、1952年 - プロデューサー
- 『クリップル・クリーク』 Cripple Creek : 監督レイ・ナザロ、1952年 - プロデューサー
- 『アリバイなき男』 Kansas City Confidential : 監督フィル・カールソン、1952年 - プロデューサー
- 『ガン・ベルト』 Gun Belt : 監督レイ・ナザロ、1953年 - プロデューサー
- 『ギャングを狙う男』 99 River Street : 監督フィル・カールソン、1953年 - プロデューサー
- 『ジョン・スミス隊長とポカホンタス』 Captain John Smith and Pocahontas : 監督ルー・ランダース、1953年 - エグゼクティヴプロデューサー
- 『鋼鉄の淑女』 The Steel Lady : 監督エヴァルト・アンドレ・デュポン、1953年 - プレゼンター
- 『オーヴァーランド・パシフィック』 Overland Pacific : 監督フレッド・F・シアーズ、1954年 - プロデューサー
- 『サウスウェスト・パッセージ』 Southwest Passage : 監督レイ・ナザロ、1954年 - プロデューサー
- 『ザ・ローン・ガン』 The Lone Gun : 監督レイ・ナザロ、1954年 - プロデューサー
- 『暗い通りを三つおりろ』 Down Three Dark Streets : 監督アーノルド・レイヴェン、1954年 - プロデューサー
- 『ケイベル警備隊』 Khyber Patrol : 監督シーモア・フリードマン、1954年 - プロデューサー
- 『紐育秘密結社』 New York Confidential : 監督ラッセル・ラウズ、1955年 - プロデューサー
- 『裸の街』 The Naked Street : 監督マックスウェル・シェーン、1955年 - プロデューサー
- 『トップ・ガン』 Top Gun : 監督レイ・ナザロ、1955年 - プロデューサー
- 『栄光の果てに』 Monkey on My Back : 監督アンドレ・ド・トス、1957年 - プロデューサー
- 『情婦』 Witness for the Prosecution : 監督ビリー・ワイルダー、1957年 - プレゼンター・エグゼクティヴプロデューサー
- 『恐怖の火星探検』 It! The Terror from Beyond Space : 監督エドワード・L・カーン、1958年 - プロデューサー
- 『熱砂の風雲児』 Timbuktu : 監督ジャック・ターナー、1959年 - プロデューサー
- 『ソロモンとシバの女王』 Solomon and Sheba : 監督キング・ヴィダー、1959年 - プレゼンター

### 1960年代
- 『風紀取締り』 Vice Raid : 監督エドワード・L・カーン、1960年 - プロデューサー
- 『女になる季節』 The Greengage Summer : 監督ルイス・ギルバート、1961年 - プロデューサー
- 『ジャックと悪魔の国』 Jack the Giant Killer : 監督ネイザン・ジュラン、1962年 - プレゼンター・プロデューサー
- 『恐怖のロンドン塔』 Tower of London : 監督ロジャー・コーマン、1962年 - エグゼクティヴプロデューサー
- 『オルラ/血の連続殺人』 Diary of a Madman : 監督レジナルド・ル・ボーグ、1963年 - プロデューサー
- 『テスト・ハネムーン』 I'll Take Sweden : 監督フレデリック・デ・コルドヴァ、1965年 - プレゼンター・プロデューサー
- 『フランキーandジョニー』 Frankie and Johnny : 監督フレデリック・デ・コルドヴァ、1966年 - プレゼンター・プロデューサー
- 『おフロの女王さま』 Boy, Did I Get a Wrong Number! : 監督ジョージ・マーシャル、1966年 - プロデューサー
- 『彼女の不道徳な夢』 The Wicked Dreams of Paula Schultz : 監督ジョージ・マーシャル、1968年 - プロデューサー

### 1970年代
- 『華麗なる変身』 The Christine Jorgensen Story : 監督アーヴィング・ラパー、1970年 - プロデューサー

## 註
1. 1 2 3 4 5 6 7 8  #外部リンク欄、Internet Movie Databaseの本項リンク先「Biography」の記述を参照。二重リンクを省く。
2. 1 2  #外部リンク欄、The New York Times公式サイト内の本項リンク先の記述を参照。二重リンクを省く。